# Red Blooded Woman
«Red Blooded Woman» (с англ. — «Темпераментная женщина») — песня австралийской певицы Кайли Миноуг, выпущенная 1 марта 2004 года на лейбле Parlophone в качестве второго сингла из альбома Body Language (2003). Авторами композиции являются: Карен Пул и Джонни Дуглас, который также спродюсировал трек. Песня выдержана в стилях хип-хопа и синти-попа.
Композиция получила положительные отзывы критиков, которые высоко оценили её продюсирование и сравнивали с творчеством Джастина Тимберлейка и Тимбалэнда. В чартах песне сопутствовал успех: ей удалось попасть в первую пятёрку хит-парадов Австралии и Великобритании. Она также закрепилась в первой десятке чартов Дании и Италии и в первой двадцатке в Германии и Новой Зеландии. Вскоре продажи сингла в Новой Зеландии превысили 5000 экземпляров, что позволило ему получить золотой статус в этой стране.
Режиссёром видеоклипа на эту песню выступил Джейк Нава. В клипе Миноуг танцует в нескольких разных местах, сменяя наряды. Певица исполняла эту песню на сольном концерте Money Can't Buy и в телепрограммах: «Позднее шоу с Дэвидом Леттерманом» и Top of the Pops. Композиция также была включена в сет-листы гастрольных туров: Showgirl: The Greatest Hits Tour, Showgirl: The Homecoming Tour и For You, for Me.

## История создания
Следом за мировым успехом альбома Fever, Миноуг начала записывать девятую пластинку Body Language. На её создание певицу вдохновила музыка 1980-х годов. В записи альбома принимали участие Джонни Дуглас (который также принимал участие в записи седьмого альбома Миноуг Light Years) и Карен Пул, которые выступили авторами «Red Blooded Woman», а Дуглас также является продюсером трека. Песня была выпущена 1 марта 2004 на лейбле Parlophone как второй сингл с Body Language. Релиз композиции в Великобритании состоялся 10 марта 2004 года.
«Red Blooded Woman» — песня в стиле хип-хопа и синти-попа, в котором также выдержаны и остальные композиции Body Language. В песне используется обработанный вокодером хук «Boy! Boy!» и «сладкое» «la la la», которое повторяется во время бриджа. По словам редактора журнала Slant Сэла Чинквемани, хор мужчин исполняет бэк-вокал в «призрачной» манере. Так же, как и несколько других песен с Body Language, «Red Blooded Woman» имеет отсылку к поп-музыке 1980-х годов. Строчка из песни «You got me spinning round, round, round, round like a record» (с англ. — «Из-за тебя у меня кружится голова (словно пластинка)») ссылается на композицию британской группы Dead or Alive «You Spin Me Round (Like a Record)». В 12-дюймовый сингл вошли ремиксы, сделанные английскими исполнителями электронной музыки Narcotic Thrust и Уайти.

## Восприятие

### Реакция критиков

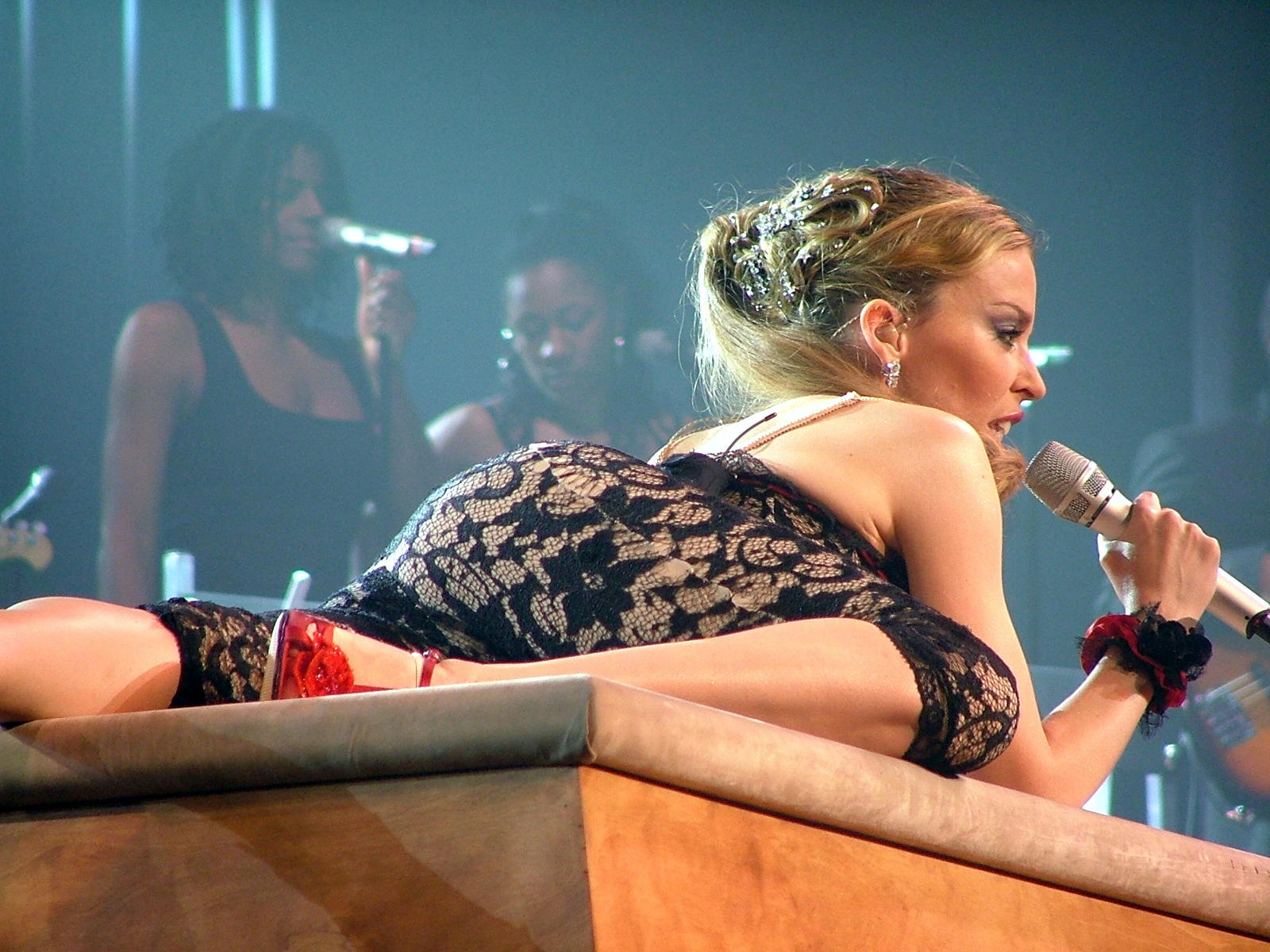
Кайли Миноуг исполняет «Red Blooded Woman» на одном из концертов тура Showgirl: The Greatest Hits Tour.

Кит Клофилд из журнала Billboard назвал композицию одной из лучших в альбоме и сравнил её с песней Джастина Тимберлейка «Cry Me a River». Другой рецензент Billboard Майкл Паолетта назвал трек «сексуальным» и «заводным» хип-хоп-номером, который звучит в стиле Тимбалэнда. Аналогично, продюсирование композиции с творчеством Тимбалэнда сравнил и Сэл Чинкемани из журнала Slant. Рецензент журнала Spin высоко оценил хук песни и её синти-поп-стилистику, высказав мнение, что они «демонстрируют, что даже в 21-м веке Кайли к лицу 1980-е». Рецензент журнала NME Джон Робинсон отметил, что «Red Blooded Woman» намного лучше, чем ведущий сингл Body Language «Slow», и назвал трек «отличной ультрасовременной поп-музыкой в духе лучших синглов Джастина Тимберлейка и Sugababes». Адриан Беград с сайта PopMatters описал песню как смесь звучания поп-музыки 1980-х с гаражным битом и оценил строчку: «Ты никогда не попадёшь на небеса, если боишься высоты». Луи Вартель с сайта NewNownext поместил композицию на 46-ю строчку в рейтинге 48 величайших песен певицы, посвящённому её 48-летию, и назвал трек «жарким погружением в самообладание и сексапильность».

### Коммерческий успех
«Red Blooded Woman» дебютировала на четвёртом месте в австралийском хит-параде. Это была наивысшая позиция песни в этом чарте. На следующей неделе она опустилась до одиннадцатой позиции. В общей сложности композиция провела в хит-параде пять недель. В Новой Зеландии сингл дебютировал на 34-м месте и позже достиг своей наивысшей 19-й позиции. В целом он провёл в чарте 12 недель и вскоре был удостоен золотого статуса от Новозеландская ассоциация звукозаписывающих компаний.
В Европе композиция попала в первую двадцатку в ряде стран. В Дании и Италии «Red Blooded Woman» закрепилась на десятой строчке и находилась в первой двадцатке три недели. В Германии песня добралась до 16-й строчки и продержалась в чарте десять недель. В испанском хит-параде сингл дебютировал на восьмом месте, а на следующей неделе опустился на позицию ниже, проведя в чарте в целом четыре недели. В Швейцарии «Red Blooded Woman» показала более высокие результаты, чем ведущий сингл Body Language «Slow», добравшись до 15-й строчки. В британском чарте песня дебютировала на пятом месте. Она имела довольно умеренный успех в хит-параде, проведя в топ-40 девять недель.

## Список композиций
| Британский CD 1 / Европейский CD 1. «Red Blooded Woman» — 4:19 2. «Almost a Lover» — 3:40 Британский CD 2 1. «Red Blooded Woman» — 4:19 2. «Cruise Control» — 4:55 3. «Slow» (Chemical Brothers Mix) — 7:03 4. «Red Blooded Woman» (Video) | Британский CD 3 1. «Red Blooded Woman» (Whitley Mix) — 5:20 2. «Slow» (Chemical Brothers Mix) — 7:03 3. «Red Blooded Woman» (Narcotic Thrust Mix) — 7:10 Австралийский CD 1. «Red Blooded Woman» — 4:19 2. «Cruise Control» — 4:55 3. «Almost a Lover» — 3:40 4. «Slow» (Chemical Brothers Mix) — 7:03 5. «Red Blooded Woman» (Whitley Mix) — 5:20 6. «Red Blooded Woman» (Video) |

## Чарты

### Недельные чарты
| Чарт (2004)                  | Высшая позиция |
| ---------------------------- | -------------- |
| Австралия                    | 4              |
| Австрия                      | 23             |
| Бельгия (Фландрия)           | 29             |
| Бельгия (Валлония)           | 20             |
| Великобритания               | 5              |
| Венгрия                      | 21             |
| Германия                     | 16             |
| Греция                       | 14             |
| Дания                        | 10             |
| Европа                       | 8              |
| Италия                       | 10             |
| Ирландия                     | 9              |
| Испания                      | 8              |
| Новая Зеландия               | 19             |
| Нидерланды                   | 21             |
| Польша                       | 11             |
| Румыния                      | 1              |
| США (Dance Club Songs)       | 24             |
| США (Dance/Mix Show Airplay) | 1              |
| Франция                      | 33             |
| Финляндия                    | 12             |
| Чехия                        | 38             |
| Швеция                       | 28             |
| Швейцария                    | 15             |
| Шотландия                    | 4              |

| Чарт (2004)                   | Высшая позиция |
| ----------------------------- | -------------- |
| Австралия (танцевальный чарт) | 14             |
| Великобритания                | 54             |
| СНГ                           | 177            |
| Швейцария                     | 84             |

| Страна         | Сертификат | Продажи |
| -------------- | ---------- | ------- |
| Новая Зеландия | Золотой    | 5000    |